# Lagoin
Der Lagoin ist ein Fluss in Frankreich, der im Département Pyrénées-Atlantiques in der Region Nouvelle-Aquitaine verläuft. Er entspringt im Gemeindegebiet von Saint-Vincent, entwässert generell in nordwestlicher Richtung und erreicht nach etwa sieben Kilometer bei Coarraze das Tal des Gave de Pau, der hier eine breite Talebene durchquert. Hier hält sich der Lagoin am östlichen Rand der Talsenke, verläuft weitgehend parallel zum Gave de Pau und mündet erst nach insgesamt rund 29 Kilometern im Ballungszentrum von Pau, im Gemeindegebiet von Bizanos, als rechter Nebenfluss in den Gave de Pau.
Da der Lagoin zur Bewässerung der Talebene herangezogen wird, wurde zur besseren Wasserversorgung des Flusses im 19. Jahrhundert der Canal de Lagoin errichtet, der Wasser aus dem Gave de Pau abzweigt und damit den Lagoin zusätzlich versorgt. Gleichzeitig wird über diesen Kanal auch der Bewässerungskanal Canal de la Plaine dotiert, der die Ebene zwischen dem Gave de Pau und dem Lagoin durchquert.

## Orte am Fluss
(Reihenfolge in Fließrichtung)
- Coarraze
- Bénéjacq
- Bordères
- Lagos
- Beuste
- Angaïs
- Assat
- Meillon
- Aressy